# Harpactira atra
Harpactira atra är en spindelart som först beskrevs av Pierre André Latreille 1832.  Harpactira atra ingår i släktet Harpactira och familjen fågelspindlar. Inga underarter finns listade i Catalogue of Life.